# Альваро Васкес
Альваро Васкес (ісп. Álvaro Vázquez, нар. 27 квітня 1991, Бадалона) — іспанський футболіст, нападник клубу «Спортінг» (Хіхон).

## Клубна кар'єра
Народився 27 квітня 1991 року в місті Бадалона. Вихованець «Еспаньйола». Дебютував у команді 21 вересня 2010 року в матчі проти мадридського «Реала».  5 днів по тому в матчі наступного туру чемпіонату з «Осасуною» форвард забив перший гол у своїй професійній кар'єрі, який став єдиним у матчі і приніс перемогу команді. 
27 жовтня 2010 року в кубковому матчі проти «Вальядоліда» Альваро відзначився дублем. Нападник відрізнявся результативною грою в кубкових матчах і в наступному сезоні: в 4-му раунді турніру він забив у ворота «Сельти» 2 голи, 
а в матчі  1/8 фіналу проти «Кордоби» — 3. 
У серпні 2012 року, відігравши у складі «Еспаньйола» початок сезону 2012/13, Васкес перейшов до «Хетафе». Вперше зіграв за новий клуб 15 вересня 2012 року в матчі з «Барселоною». Форвард вийшов на матч у стартовому складі і в другому таймі був замінений на Адріана Колунга. 28 жовтня 2012 року Альваро забив свій перший гол за «Хетафе» у ворота «Атлетіка». За рік встиг відіграти за клуб з Хетафе 29 матчів в національному чемпіонаті.
2 вересня 2013 року був відданий до кінця сезону на правах оренди в «Свонсі Сіті».

## Виступи за збірні
2010 року дебютував в матчах у складі невизнаної ФІФА національної збірної Каталонії. Наразі провів у формі цієї команди 5 матчів.
Протягом 2010-2013 років залучався до складу молодіжної збірної Іспанії. Альваро Васкес брав участь в молодіжному чемпіонаті світу 2011 року. У 5 зіграних на турнірі матчах нападник забив 5 голів та зробив 3 гольові передачі, здобувши срібний бутс турніру.
2013 року брав участь в молодіжному чемпіонаті Європи 2013 року, на якому зіграв в одному матчі на стадії групового етапу і забив гол. За підсумками турніру іспанці святкували перемогу.
Всього на молодіжному рівні зіграв у 24 офіційних матчах, забив 14 голів.

## Титули і досягнення

### Збірна
- Чемпіон Європи (U-21): 2013

### Індивідуальні
- Срібний бутс молодіжного чемпіонату світу: 2011 (5 голів)